# Lhazê
Lhazê (tyb. ལྷ་རྩེ་རྫོང, Wylie: lha rtse rdzong, ZWPY: Lhazê Zong; chiń. upr. 拉孜县; pinyin Lāzī Xiàn) – powiat we południowej części Tybetańskiego Regionu Autonomicznego, w prefekturze Xigazê. W 1999 roku powiat liczył 47 252 mieszkańców.